# Pronephrium tibangense
Pronephrium tibangense là một loài thực vật có mạch trong họ Thelypteridaceae. Loài này được (C. Chr.) Holttum miêu tả khoa học đầu tiên năm 1972.